# Алексеева, Валентина Андреевна
Валентина Андреевна Алексеева (род. 11 августа 2006, Чебоксары) — российская модель, победительница конкурса «Мисс Россия — 2024».

## Биография
Родилась 11 августа 2006 года в Чебоксарах — столице Чувашской Республики.
Окончила гимназию № 5 города Чебоксары.
В 2023 году десятиклассницей выиграла титул «Мисс Чувашия — 2023».
В августе 2024 года поступила в Российский национальный исследовательский медицинский университет имени Н. И. Пирогова на специальность «Лечебное дело».
5 октября 2024 года стала победительницей конкурса «Мисс Россия — 2024», став третьей представительницей Чувашии, получившей этот титул. 
Была представительницей России на конкурсе «Мисс Вселенная», который прошёл в Мексике в ноябре 2024 года; вошла в ТОП-12 конкурса, в котором участвовали 130 конкурсанток.

## Семья и личная жизнь
Занимается балетом и спортом.
Мама Валентины Алексеевой — Ольга Алексеева — в 2023 году «Вице-миссис Чувашия».
Любимыми книгами называет «Преступление и наказание» Федора Достоевского и «Над пропастью во ржи» Джерома Сэлинджера, а фильм — «Коко до Шанель».